# Bulla (Anatomie)

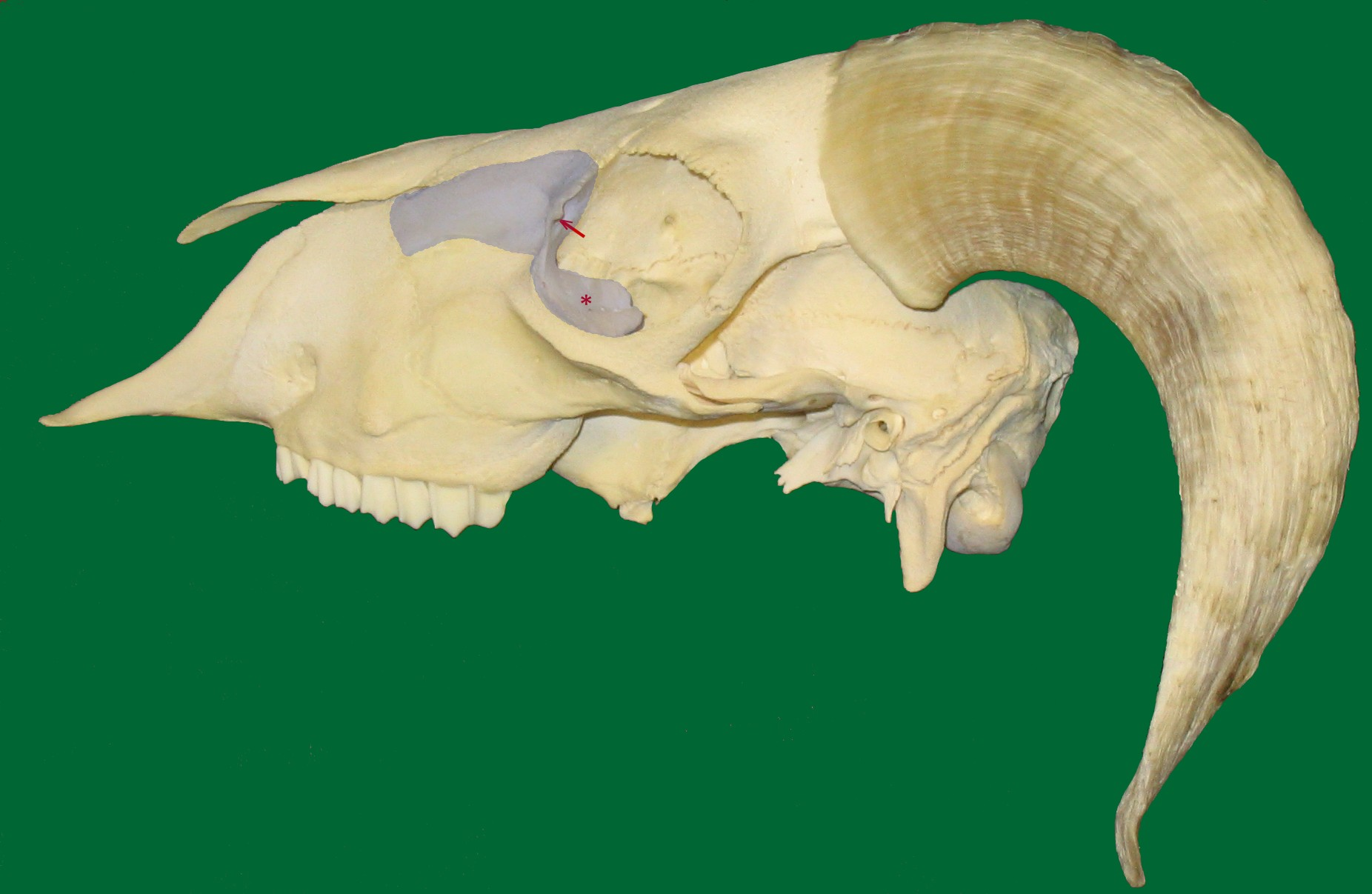
Abbildung eines Schafsschädels. Die Bulla lacrimalis ist mit einem Stern (*) markiert.

In der Anatomie wird der Begriff Bulla (lat., Plural: Bullae) für verschiedene knöcherne, blasenartige Strukturen im Bereich des Schädels verwendet.
Die Bulla tympanica ist ein Teil des Schläfenbeins und umgibt das Mittelohr. Die Bulla lacrimalis ist eine Bildung des Tränenbeins. Die Bullae conchales sind Bildungen der Nasenmuscheln.